# 民主与法制时报
《民主与法制时报》，官方英文名The Democracy and Law Times，前身为《民主与法制画报》，是一份总部设在北京的面向全中国发行的时政类新闻报刊，于1985年在上海创刊，2006年搬迁至北京。该报由中国法学会主办，由民主与法制时报社出版。

## 英文译名
尽管《民主与法制时报》有官方的英文名称，但仍有不少其它译法，比如，Democracy and Legal Times、Times of Democracy and Legal System以及Democracy and Rule by Law Times等。